# Sleiman Frangié
Pour les articles homonymes, voir Frangié.
Ne doit pas être confondu avec Soleimane Tony Frangié.
Sleiman Tony Frangié (arabe : سليمان فرنجية), né le 18 octobre 1965 à Zghorta, est un homme politique libanais, issu d'une famille chrétienne maronite, les Frangié.
Chef de file du Mouvement Marada, il est membre de différents gouvernements presque sans interruption, entre 1992 et 2005, sous la période de l'occupation syrienne.
Il est ainsi ministre d’État sans portefeuille entre 1990 et 1992 sous Omar Karamé, ministre de l'Habitat en 1992 sous Rachid Solh, ministre des Affaires rurales et municipales entre 1992 et 1995 sous Rafiq Hariri, ministre de la Santé entre 1996 et 1998 et entre 2000 et 2004 sous Rafiq Hariri, ministre de l’Agriculture et de l'Habitat entre 1998 et 2000 sous Salim el-Hoss et ministre de l’Intérieur entre 2004 et 2005 sous Omar Karamé.
Considéré comme un ami de la Syrie et un proche du Hezbollah,, il est un des principaux candidats pour la présidence de la République en 2022.

## Biographie
Sleiman Frangié est né à Zghorta, au Liban, dans une des principales familles maronites, les Frangié. Son père, Tony Frangié, a été assassiné en juin 1978 par les Phalanges libanaises à la suite d'un différend politique. Étant alors chez ses grands-parents à Zghorta, il échappe au massacre de sa famille ce qui n'est pas le cas de sa mère et de sa sœur tuées aussi.
L'ancien président Soleimane Frangié, prend la charge de son petit-fils Sleiman.
Son grand-père était pro-syrien et ami de longue date de Hafez el-Assad avant même qu'il devienne président de la Syrie. Les excellentes relations amicales entre les deux familles Frangié et Assad permettent de faire de Sleiman Frangié et de Bachar el-Assad des amis d'enfance.
Fort d'un héritage politique de plusieurs générations, il a été ministre à de nombreuses reprises depuis la fin de la guerre et est actuellement l'un des principaux hommes politiques du pays. Il est très populaire au Nord du Liban, surtout dans les villes de Zghorta et Ehden. Il est aussi populaire à Beyrouth et au Sud Liban, notamment grâce à ses alliances avec Hassan Nasrallah (Hezbollah) et le général Michel Aoun (Courant patriotique libre).
Député de Zghorta depuis 1991, il perd en 2005 son poste de député et sa liste d’alliance avec le Courant patriotique libre est défaite au Nord du Liban face à la liste des forces du 14 mars, dont l'une de ses figures n'est autre que Samir Frangié, neveu de l'ancien président Soleimane Frangié.
Soutenu par le Courant patriotique libre, il retrouve son siège en 2009 à la tête d'un bloc parlementaire de quatre députés, comprenant également Estephan Doueihi, Salim Karam et Émile Rahmé. Ces quatre députés sont aussi des membres du bloc du changement et de la réforme présidé par Michel Aoun.
Le 11 décembre 2015, il annonce officiellement sa candidature à l'élection présidentielle. Cette candidature est appuyée par Saad Hariri, possiblement en échange du poste de président du Conseil des ministres. Finalement, le candidat du Hezbollah Michel Aoun l'emporte, après un accord avec Hariri, nommé à la tête du gouvernement.
Pour les élections législatives de 2018, dans la circonscription Liban-Nord 3, il n'est plus candidat, mais soutient son fils, Tony Frangié, qui est facilement élu pour la liste « Ensemble pour le Nord et le Liban » avec plus de 11 000 voix.
En 2023, il est le candidat du Hezbollah.